# Riobamba
Riobamba (fullständigt namn San Pedro de Riobamba) är huvudstad i Chimborazo-provinsen i centrala Ecuador, som ligger vid Chambo River Valley i Anderna. Staden är belägen 200 km söder om Ecuadors huvudstad Quito och ligger på en höjd av 2754 meter över havet och omges av vulkaner. Staden är ett viktigt regionalt transportcentrum samt ändplats för Pan-American Highway som går genom Ecuador. Riobamba är en av de största städerna i den centrala delen av regionen Sierra i Ecuador.